# Domenico Casati
Pour les articles homonymes, voir Casati.
Domenico Casati (né le 21 juin 1943 à Treviglio en Lombardie) est un joueur de football italien, qui évoluait au poste de défenseur.

## Biographie

### Joueur
En provenance de Trevigliese, où il est le coéquipier de longue date de Giacinto Facchetti, il joue au rôle d'arrière latéral lors de la saison 1961-1962 à la Juventus, jouant 2 matchs (dont le premier le 14 janvier 1962 lors d'un nul 1-1 contre l'Atalanta). Après être passé à Potenza où il reste de 1962 à 1965, il joue deux saisons en Serie B.
En 1965, il retourne à la Juventus puis est vendu à l'Atalanta, avec qui il dispute le championnat de Serie A 1965-1966.
Il retourne ensuite à Brescia (Serie A 1966/1967 et Serie A 1967/1968) avant de partir jouer à Pise (Serie A 1968/1969 et Serie B 1969/1970), puis à Pérouse (Serie B 1970/1971, 1971/1972, 1972/1973) et d'enfin terminer sa carrière à Brescia (Serie B 1973/1974, 1974/1975, 1975/1976).
Il joue au total 77 matchs et inscrit 2 buts en Serie A, ainsi que 282 matchs et 5 buts en Serie B.

### Entraîneur
Après la fin de sa carrière de joueur, Casati devient entraîneur des équipes de jeunes, à Atalanta et Vérone.
Il est ensuite le vice-entraîneur d'Ottavio Bianchi (à Napoli, à la Roma, à l'Inter, et à la Fiorentina) puis d'Emiliano Mondonico (au Torino et à Albinoleffe)
Il travaille également avec Avellino, Foggia, Sarnico et collabore au staff technique de l'Cremonese.